# Journal of Consumer Research
Das Journal of Consumer Research (JCR) ist eine sechsmal jährlich erscheinende interdisziplinäre wissenschaftliche Zeitschrift zu Themen aus den Feldern der Psychologie, des Marketing, der Soziologie, der Wirtschaft, der Kommunikation und der Anthropologie. Sie wird von University of Chicago Press herausgegeben und gilt als eine der angesehensten Zeitschriften ihrer Fachrichtung.

## Geschichte
Die Zeitschrift wurde 1974 gegründet. Derzeitiger Chefredakteur ist Darren Dahl von der University of British Columbia.

## Rezeption
Das Zeitschriften-Ranking VHB-JOURQUAL (2008) stuft die Zeitschrift in die beste Kategorie A+ ein, das Zeitschriften-Ranking des Handelsblatt Betriebswirte-Rankings (2009) stuft es in die beste Kategorie 1,00 ein. Das Zeitschriften-Ranking der britischen Association of Business Schools (2010) stuft es in die beste Kategorie 4 ein.
Der Impact Factor des Journal of Consumer Research lag im Jahr 2012 bei 3,542. In der Statistik des Social Sciences Citation Index wurde das Journal mit diesem Impact Factor an 10. Stelle von 116 Zeitschriften in der Kategorie Business geführt.